# Кравченко Евеліна Антонівна
Евеліна Антонівна Кравченко (нар. 1975) — українська історикиня, археологиня, скіфологиня;
к.і.н., с.н.с., відділ археології ранньої залізної доби, Інститут археології НАН України.
Керівниця лекторію «Про що розповідає археологія».

## Праці
- Крим. У пошуках храму Діви [Архівовано 27 лютого 2021 у Wayback Machine.] // Пам’ятки України: історія та культура, №5 (237), травень-червень 2017, стор. 50-57. / Анонс [Архівовано 16 серпня 2017 у Wayback Machine.] на сайті НАН України
- «Городище Херсонеса Таврійського» [Архівовано 26 січня 2021 у Wayback Machine.] // Голос Криму. Культура: Кримський центр ділового та культурного центру «Український дім» / Анонс [Архівовано 21 вересня 2020 у Wayback Machine.] / на сайті НАН України, 15 вересня 2020
- Уч-Баш на Інкерманських штольнях: останній прихисток нескорених[3]
- Історична брама в сучасність: перші залізоробні майстерні у Криму[4]
- Пам'ятки таврів[5]
- Кизил-кобинська культура і країна таврів[6]
- Хто створив Кримську Скіфію?[7]
- Чому Крим називають Тавридою?[8]

## Експедиції
Експедиційна діяльність. Список експедицій.
- 2016–2017 — керівник Інкерманської експедиції ІА НАН України (в екзилі); дослідження Хотівського городища;
- 2013 — участь у роботі Кримської палеолітичної експедиції Кримського філіалу ІА НАН України під керівництвом В. П. Чабая;
- 2009–2013 — керівникІнкерманської експедиції ІА НАН України;
- 2009 — участь у роботі Канівської археологічної експедиції ІА НАН України під керівництвом Ю. В. Болтрика;
- 2008 — участь у роботі Жаботинської експедиції ІА НАН України під керівництвом М. М. Дараган;
- 2007–2008 — участь в українсько–німецькому проекті по дослідженню скіфо–античних пам’яток Криму (Кримський філіал ІА НАН України, керівник — Ю. П. Зайцев; Фрай університет, ФРН, керівник — професор Фр. Флесс).
- 2005–2009 — начальник Інкерманського загону Севастопольської археологічної експедиції НЗ «Херсонес Таврійський»;
- 2005 — участь у роботі Севастопольської археологічної експедиції НЗ «Херсонес Таврійський» під керівництвом О. Я. Савелі;
- 2004 — участь у роботі Архітектурно–археологічної експедиції ІА НАН України під керівництвом Г. Ю. Івакіна;
- 2003–2004 — участь  у роботі Ольвійській експедиції ІА НАН України під керівництвом В. В. Крапівіної;
- 2001–2005 — участь в українсько–американському проекті по вивченню Херсонеса Таврійського і його хори (Інститут класичної археології Техаського університету, США, керівник — професор Дж. Картер).

## Публікації
- Запах матіоли або як я оформлювала мамі інвалідність [Архівовано 26 жовтня 2020 у Wayback Machine.] // Евеліна Кравченко, life.pravda.com.ua, 30 травня 2018
- Коли ми стали людьми або how much? (кілька слів про колекціонування)[10]
- Прах земной[11]
- Чия це мета і як виправдовуються засоби: українська наука на службі агресора?[12]